# Abell S0740
Abell S0740 est un amas de galaxies situé dans la constellation du Centaure à environ 465 millions d'années-lumière (143 Mpc) de la Voie lactée. Il est dominé par ESO 325-G004, une galaxie elliptique géante dont la masse provoque un effet de lentille gravitationnelle sur les objets situés au loin à l'arrière-plan.